# Posești
Posești è un comune della Romania di 4 103 abitanti, ubicato nel distretto di Prahova, nella regione storica della Muntenia. 
Il comune è formato dall'unione di 10 villaggi: Bodești, Merdeala, Nucșoara de Jos, Nucșoara de Sus, Poseștii-Pământeni, Poseștii-Ungureni, Târlești, Valea Plopului, Valea Screzii, Valea Stupinii.
La sede amministrativa è ubicata nell'abitato di Poseștii-Pământeni.